# Col de la Pigière
Le col de la Pigière est un col situé à une altitude de 969 m entre la Drôme et les Alpes-de-Haute-Provence. Il permet de relier par la route la haute vallée de la Méouge à la vallée du Jabron.

## Situation
Il se situe entre le massif des Baronnies et les monts de Vaucluse, au nord du sommet du Négron, entre les communes de Séderon côté ouest et des Omergues côté est.

## Histoire
Le col a été sur la ligne de séparation entre la Provence et le Dauphiné lors de l’épidémie de peste de 1720-1722.

## Sport
En 2004, les coureurs du Critérium du Dauphiné empruntent le col lors de la 5e étape Bollène - Sisteron.